# Andrzej Salach
Andrzej Salach (ur. 28 stycznia 1959 w Gdańsku, zm. 17 kwietnia 2009 tamże) – polski piłkarz, występujący na pozycji obrońcy. Przez całą sportową karierę reprezentował barwy Lechii Gdańsk. Rozegrał 97 meczów w ekstraklasie, w których zdobył 2 bramki. Zdobył z drużyną Lechii Puchar Polski i Superpuchar w 1983 roku. Uczestniczył w meczach Pucharu Zdobywców Pucharów przeciwko Juventusowi.